# Artur Goldman
Artur Goldman, także Władysław Goldman (ur. 1843, zm. ?) – Polak żydowskiego pochodzenia, sekretarz Henryka Wohla, naczelnika Wydziału Skarbu Rządu Narodowego. Aresztowany w połowie marca 1864 przez policję carską załamał się w śledztwie i 9 kwietnia zadenuncjował dyktatora powstania styczniowego (podając jego rysopis i używane fałszywe nazwisko). W śledztwie złożył zeznania obciążające Romualda Traugutta. Skazany na zesłanie.

## Życiorys
Urodził się w Warszawie w 1843, jako syn Izaaka Goldmana, nauczyciela Warszawskiej Szkoły Rabinów. Niewiele wiadomo o jego wczesnych losach. Przed wybuchem powstania styczniowego Goldman studiował w Szkole Głównej Warszawskiej, niektóre źródła sugerują także, że pracował jako buchalter.  
Dołączył do administracji powstania, początkowo jako wydziałowy warszawskiej organizacji miejskiej, następnie (od listopada) de facto dysponował pozostałościami kasy rządu narodowego. Ostatecznie w pierwszych dniach grudnia 1863 został sekretarzem naczelnika Wydziału Skarbu Rządu Narodowego Henryka Wohla, po zastąpieniu przez niego na tym stanowisku uwięzionego Józefa Toczyskiego. 
Artur Goldman został aresztowany w lutym 1864 roku, dekretem namiestnika z 13 lutego został oddany pod sąd polowy. Został oskarżony o pomoc w ukrywaniu poszukiwanego przez carskie służby Józefa Wagnera, naczelnika drukarni narodowych, za co groziła mu kara śmierci. W śledztwie w dniach 8-11 kwietnia 1864 podał rysopis, fałszywe nazwisko i szczegóły fałszywej tożsamości Romualda Traugutta, dzięki czemu rosyjskiej tajnej policji udało się go aresztować. Goldman osobiście nie znał Traugutta, jednak pokazywał mu go w miejscu publicznym jego przyjaciel, Wacław Przybylski.
W śledztwie Traugutt początkowo wypierał się wszystkiego, nie znaleziono przy nim żadnych kompromitujących materiałów, jednak ostatecznie rozpoznał go jego dawny podkomendny z czasów służby w Armii Rosyjskiej. Skazano go i stracono na stokach Cytadeli Warszawskiej. Sam Goldman, być może dzięki swoim zeznaniom, uniknął szubienicy i został zesłany na Sybir. Dalsze jego losy nie są znane. 
Początkowo fakt wydania Traugutta przez Goldmana pozostawał nieznany, wiadomo było natomiast o złożonych wcześniej zeznaniach innych osób, m.in. Jana Ławcewicza, od którego zeznań zaczęły się aresztowania członków rządu, lekarzy Karola Przybylskiego i Cezarego Morawskiego, a także Romana Frankowskiego, Augusta Kręckiego oraz Emilii i Barbary Guzewskich. Wyjaśnieniem może być fakt, że Goldman został aresztowany w zupełnie innej sprawie, niezwiązanej z Trauguttem. Dopiero badania archiwalne Stefana Pomarańskiego naświetliły rolę Goldmana w śledztwie i wskazały, że on jako pierwszy wymienił śledczym jego konspiracyjne nazwisko, tym samym umożliwiając jego aresztowanie.